# سارگون بزرگ
سارگون اکدی (‎/ˈsɑːrɡɒn/‎; اکدی: 𒊬𒊒𒄀 Šar-ru-gi), یا سارگون بزرگ، نخستین پادشاه امپراتوری اکد بود که به دلیل فتوحاتش در دولت شهرهای سومری در قرون ۲۴ تا ۲۳ پیش از میلاد مشهور است. گاهی از او به عنوان اولین شخصی در تاریخ یاد می‌شود که بر یک امپراتوری حکومت می‌کرد.
او دودمانی را پایه‌گذاری کرد که پس از مرگ او به مدت یک قرن، تا زمان فتح امپراتوری اکد توسط کوتیان، دوام آورد و در تاریخ به «دودمان سارگونی» یا دودمان «اکدی کهن» مشهور است. در نامنامه پادشاهان سومری از او به عنوان ساقی پادشاه دولت‌شهر کیش، اور-زابابا، یاد شده‌است.
گمان می‌رود که قلمروی او شامل بخش اعظم میانرودان، بخش‌هایی از شام بود. علاوه بر این مناطق او لشکرکشی‌هایی به قلمروهای هوری‌ها و ایلامی‌ها ترتیب داده‌است. پایتخت این قلمروی وسیع او شهر اکد (یا آگاده) بود که هنوز از نظر مکان دقیق آن نامشخص است.
سارگون در ادبیات آشوری نو (قرون ۸ تا ۷ پیش از میلاد) به عنوان یک شخصیت اساطیری به تصویر کشیده شده‌است. در کتابخانه آشوربانی‌پال کتیبه‌هایی با حاوی تکه‌هایی از افسانه تولد سارگن یافت شده‌است.

## نام

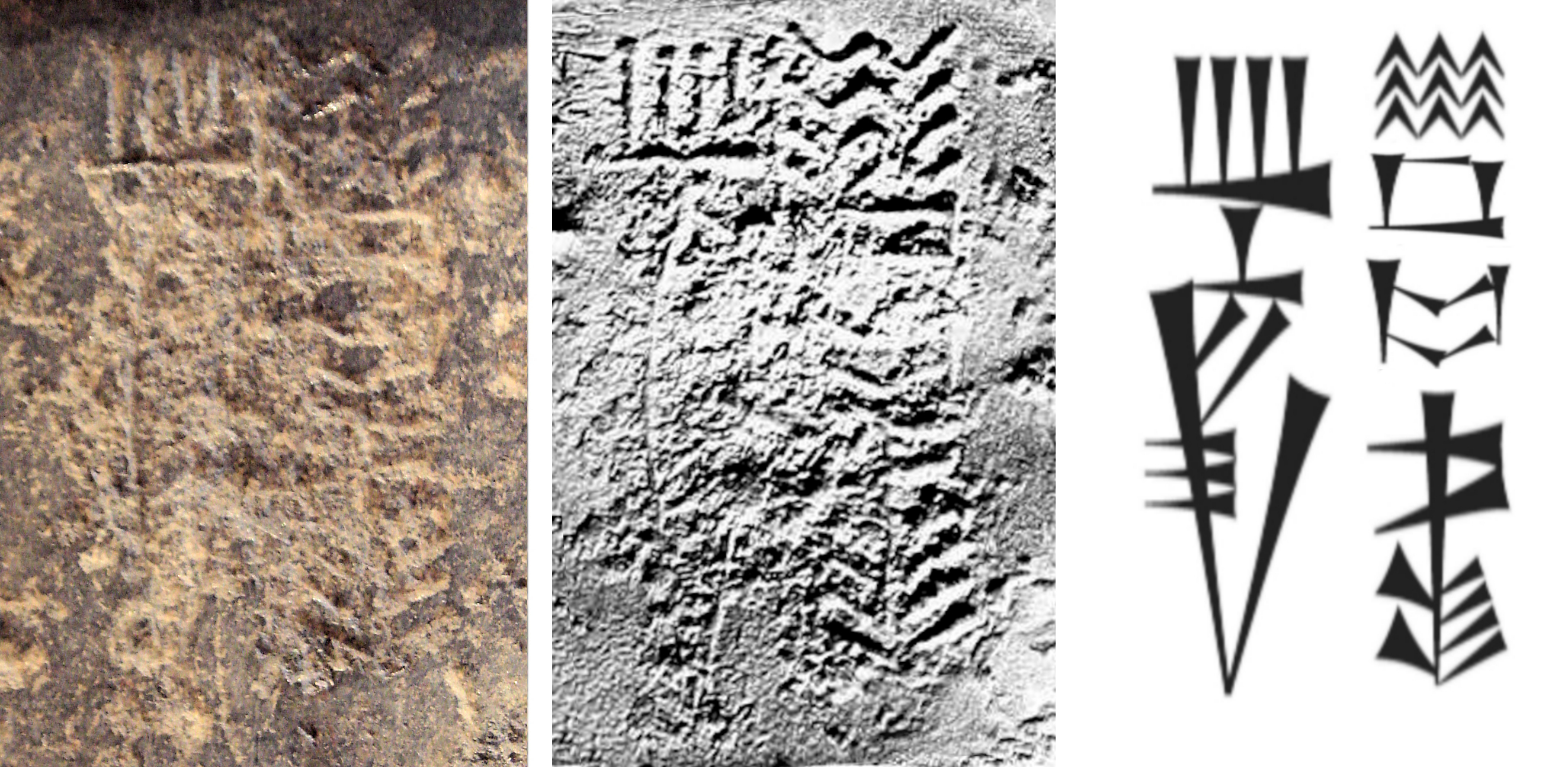
عبارت «سارگون شاه» (شار-رو-گی لوگال) بر نقش برجسته پیروزی سارگن.

شکل معمول این نام اکدی به صورت شارّو-اوکین یا شارّو-کین است. این نام در خط‌های میخی به صورت‌های مختلف لوگال-او-کین،
شار-رو-گِن۶، شار-رو-کی-این، شار-رو-اوم-کی-این ثبت شده‌است. در الواح بابلی قدیم مربوط به افسانه‌های سارگون، نام او به صورت 𒊬𒊒𒌝𒄀𒅔 (شار-رو-اوم-کی-این) نوشته شده‌است. در متون متأخر آشوری، این نام بیشتر به صورت لوگال-گی. نا یا لوگال-گین، مشابه نام پادشاه آشوری نو سارگون دوم، نوشته شده‌است. املای نام سارگون (با اشاره به سارگون دوم) در کتاب مقدس عبری، در اشعیا ۲۰:۱ به عنوان סַרְגוֹן، ثبت شده‌است.
اولین بخش شکل اکدی نام سارگن، شارّو، در زبان اکدی به معنای «شاه» است (در عبری شار שַׂר). بخش دوم این نام از فعل کینوم (در اکدی به معنای تأیید کردن، بنا نهادن) برگرفته شده‌است (در عبری کون כּוּן).
تفسیر احتمالی خوانش شارو-وکین این است که «شاهی که (ثبات) برقرار کرده‌است» یا «او [خدا] پادشاه را برقرار کرده‌است». اما چنین نامی غیرعادی خواهد بود. نام‌های دیگر با پسوند -اوکین همیشه شامل فاعل و مفعول می‌شوند، همان‌طور که در شمش-شوما-اوکین «شمش وارث ایجاد کرده‌است» می‌بینیم. در اینکه این آیا نام سلطنتی سارگن بود یا نامی بود که در هنگام تولد بر خود داشته‌است، محققان اتفاق نظر ندارند. خوانش شارّو-کین به صورت «پادشاهی که مستقر (یا مشروع) است» معنا شده‌است.

## افسانه تولد
سارگون یکی از شخصیت‌های محبوب ادبیات دوران امپراتوری آشوری نو در قرون هفتم و هشتم قبل از میلاد بود. یک لوح متعلق به قرن هفتم قبل از میلاد در چند خط از زبان خود سارگن دوران کودکی او را شرح می‌دهد که شباهت زیادی به افسانه‌های تولد دیگر شخصیت‌های باستانی مثل لندهور، ادیپ و موسی دارد که اتو رانک در کتاب افسانه تولد قهرمان آن‌ها بررسی کرده‌است. این لوح با جمله «منم سارگن، شاه بزرگ، شاه اکد» آغاز می‌شود، سپس به شرح تولد و سال‌های اولیه گوینده داستان می‌پردازد:
مادر یک کاهنه بود. (اما) پدرم را نمی‌شناسم.
برادران پدرم عاشق کوه‌ها بودند.
زادگاه من آزوپیرانوست، که در ساحل فرات قرار دارد.
مادر کاهنه‌ام مرا حامله شد، او مرا در خفا به دنیا آورد.
او مرا در رودخانه انداخت (به‌طوری که) آب مرا غرق نکرد.
آب مرا به سوی اکی آبیار برد.
اکی آبیار مرا به فرزندی پذیرفت و مرا تربیت کرد.
اکی آبیار مرا به باغبانی خود برگزید.
هنگامی که من یک باغبان بودم، ایشتار عشق خود را به من ارزانی داشت، و من برای چهل و … سال پادشاهی کردم.

## فرمانروایی اکد

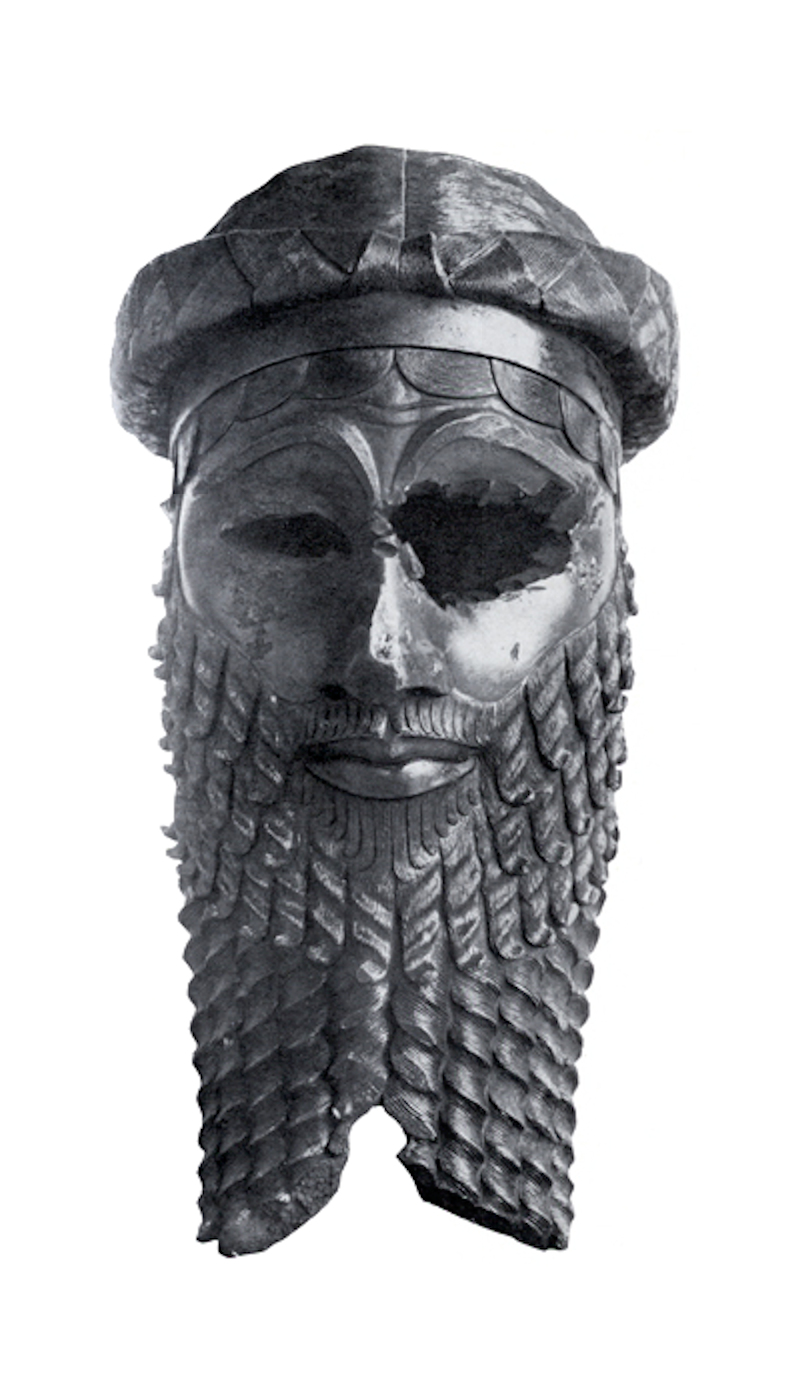
مجسمه امپراطور سارگون

سارگون یکم نخستین فرمانروای نامی اکد است که لوگال‌زاگه‌سی پادشاه سومر را شکست داد. پیش از او این جایگاه از آن پادشاهان سومری لوگال‌آله‌موندو و لوگال‌زاگه‌سی بود. همچنین برپایه تاریخ او نخستین پادشاهی بود که دست به کشورگشایی زد. امپراتوری پهناور او از ایلام تا دریای مدیترانه گسترده بود و دربرگیرنده میانرودان و شاید آناتولی بود. او دستور به ساخت پایتخت تازه‌اش اکد داد که جایی در کرانه فرات میان کیش و سیپار ساخته شد.

## دوران استیلا
از زمان سارگن یکم که زمان آغاز استیلای سامی‌نژادان بر میانرودان است تمدن دیرین سومر نصیب اکدی‌ها گردید، حتی گروهی از خداوندان سومری با نام و نشان ملی (سومری) نزد آنان پرستیده شد. دسته دسته لغات قضایی و کشوری و دینی و بازرگانی و کشاورزی سومری به زبان سامی اکدی راه یافت. خط سومری به دستیاری اکدی‌ها به همه طوایف سامی زبان رسید و پس از سپری شدن روزگار اکد و به دوران رسیدن بابل و آشور که تنها با همدیگر تفاوت لهجه داشتند همین خط برای نوشتن زبان آنان به کار رفت.
نخستین سلسله شاهان بابل که از سال ۲۲۲۵ سر کار آمدند و کشور آشور که در سالهای ۱۸۰۰ تا ۱۵۰۰ پیش از میلاد در شمال به قدرت رسیدند، بابل جانشین سومر و آشور جانشین اکد گردید. دو کشور بابل و آشور به نوبهٔ خود از تمدن سومر بهره‌مند شدند که از آن جمله خط است که به واسطه اکدی‌ها به آن‌ها رسیده بود. به ناچار با زبان‌های آنان سازش پیدا کرده و با صدها علامت وسیله کتابت زبان آنان گردید.
اکدی‌های سامی‌نژاد همیشه از سوی دیگر هم نژادهایشان از سوریه، فلسطین و عربستان تقویت شده و نیرومندتر می‌شدند و بر نفوذ خود در خاک همسایه می‌افزودند. سرانجام اکدیان به‌دست اقوام شمالی کوت منقرض و یکصد سال میانرودان به‌دست قبایل کوتی افتاد که این امر منجر به ویرانی‌اش شد.

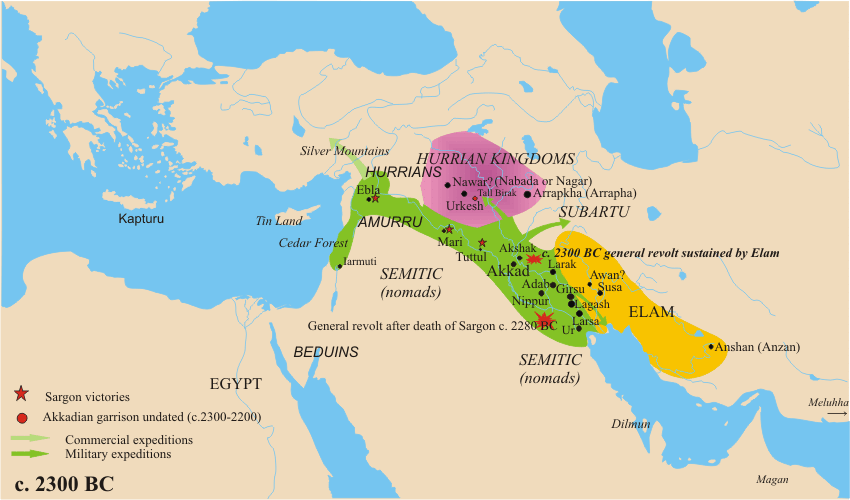
امپراتوری سارگن، در اواخر قرن بیست و چهارم پ. م